# 札幌市教育文化会館
札幌市教育文化会館（さっぽろしきょういくぶんかかいかん）は、札幌市中央区にある文化施設。「優良ホール100選」選定。

## 概要
札幌市民会館のみで対応しきれない芸術・文化グループの活動や教員などの研修に対応した施設として旧札幌地方裁判所跡地を建設地として1972年から計画に着手。
設計は田上義也。札幌市における文化芸術、教育活動の拠点になっており、音楽、舞踊、演劇などの制作・発表の場、各種会議や研修会などに利用されているほか、自主事業や芸術活動の育成・支援事業なども行っている。

## 沿革
- 1971年（昭和46年）：札幌市長期総合計画にて建設計画を策定[4]。
- 1972年（昭和47年）：札幌市教育文化会館建設調査委員会発足[1]。
- 1973年（昭和48年）：基本設計決定[5]。
- 1975年（昭和50年）7月28日：着工[6][5]。
- 1977年（昭和52年）7月15日：第一期工事完成、小ホールや会議室などを開業[7]。
- 1978年（昭和53年）：第2期工事着工[8]。
- 1980年（昭和55年）10月1日：第2期施設竣工、大ホール開業[8][3][9][10]。
- 1981年（昭和56年）：『第6回北海道建築賞』受賞[11]。
- 1994年（平成06年）：デジタル音響システム導入[12]。
- 2003年（平成15年）：改修工事完了[13]。
- 2010年（平成22年）：公式キャラクター「教文大使 コネ・クート」誕生[14]。
- 2011年（平成23年）：仮設能舞台などを整備[3]。
- 2023年（令和5年）1月 - 2024年（令和6年）9月：大規模改修実施、エレベーター設置などバリアフリー化を実施[15]。
- 2024年（令和6年）10月1日：リニューアルオープン[16]。

## 施設
大ホール
- 舞台（プロセニアム形式）
- 仮説本花道
- 脇花道
- オーケストラピット
- 大迫り
- 小迫り/三分割
- 映写設備
- 楽屋7室
- 控室
- チェックブース
- 主催者事務室

小ホール
- 舞台（プロセニアム形式）
- 楽屋3室
- 脇花道
- 映写設備

リハーサル室・練習室
- リハーサル室A
- リハーサル室B
- 練習室A
- 練習室B

研修室・ギャラリー
- 研修室（301〜305）
- 研修室（401〜403）
- 講堂
- ギャラリー

その他
- レストラン「ヴィスタ」
- 事務室

## アクセス
大通沿い、札幌市資料館向かいに位置している。
- ジェイ・アール北海道バス札樽線、北海道中央バス札樽線「北1条西12丁目」バス停から徒歩約1分
- 札幌市営地下鉄東西線西11丁目駅から徒歩約5分
- 札幌市電西15丁目停留場から徒歩約10分